# Poaceae
Poaceae sau graminee  constituie o familie de plante erbacee (rar lemnoase) monocotiledonate, cu rădăcina fasciculată, cu tulpina formată din noduri și internoduri, cu inflorescența în formă de spic. Familia conține între 9.000-10.000 de specii de plante.
Multe specii de graminee se numără printre cele mai vechi plante utile și au fost de o importanță vitală pentru oameni încă din cele mai vechi timpuri. Toate cerealele, cum ar fi grâul, secara, orzul, ovăzul, meiul, porumbul și orezul, fac parte din acest grup de plante. Aceste graminee constituie, sau direct sau ca furaj pentru animale domestice, baza pentru hrănirea populației lumii de astăzi.
În pajiștile și pășunile, dar și stepele și savanele, graminee caracterizează peisajul în multe părți ale lumii.